# 小行星1455
小行星1455（1455 Mitchella）是一颗围绕太阳公转的小行星。1937年6月5日，阿爾弗雷德·博爾曼在海德堡发现了此天体。
該小行星以美國天文學家瑪麗亞·米切爾命名。
这颗小行星的绝对星等为12.8等。